# Nguyễn Chí Thanh
Nguyễn Chí Thanh (født 1. januar 1914, død 7. juli 1967) var en nordvietnamesisk general under den første indokinesiske krig og Vietnam-krigen.
Han blev født i en fattig familie i Thua Thien-provinsen. Han blev medlem af det kommunistiske parti i midten af 1930'erne og var fængslet det meste af tiden under Anden Verdenskrig.
Han arbejdede i det kommunistiske parti i det centrale Vietnam, indtil han blev forfremmet til politbureauet i 1951. Fra 1965 indtil sin død var han leder af de nordvietnamesiske styrker i det sydlige Vietnam.